# Бестерек (Уланский район)
Бестерек (каз. Бестерек) — село в Уланском районе Восточно-Казахстанской области Казахстана. Входит в состав Аблакетского сельского округа. Код КАТО — 636233200.

## Население
В 1999 году население села составляло 512 человек (272 мужчины и 240 женщин). По данным переписи 2009 года, в селе проживало 475 человек (248 мужчин и 227 женщин).

## Достопримечательности
- В 3 км к северу от села находится грот Акбаур — памятник эпохи бронзы[3].
- Археологический памятник областного значения Петроглифы Бестерек[4].